# Heiko Karrer
Heiko Karrer (* 18. Juli 1971 in Erlenbach am Main) ist ein deutscher Handballtrainer und ehemaliger Handballspieler.

## Karriere
Mit dem Handball begann Karrer in der Jugend des TV Großwallstadt. Noch vor seiner Zeit als Aktiver wechselte er zur TG Nieder-Roden und danach zum damaligen Regionalligisten TUSPO Obernburg. Als 19-Jähriger ging er dann zum Erstligisten TV Großwallstadt wieder zurück. Nach acht Jahren wechselte er zum Ligarivalen SG Wallau/Massenheim, dann zu TUSEM Essen und dem Wilhelmshavener HV. Für ein Jahr ging er dann in die Schweiz zu RTV Basel, um dann wieder nach Obernburg zurückzukehren. 2006 verließ der gelernte Versicherungskaufmann Obernburg und ging als Spielertrainer zum bayerischen Landesligisten DJK Rimpar. Mit der Mannschaft schaffte er im ersten Jahr den Aufstieg in die Bayernliga. Schon zwei Jahre darauf schaffte er es wiederum, den Aufstieg in die Regionalliga klarzumachen. Ab September 2009 war er zusätzlich als Trainer im männlichen Jugendbereich des DHB tätig.
Im Januar 2012 wurde bekannt, dass Karrer zum Saisonwechsel neuer Trainer beim TV Hüttenberg wird. Dort wurde er im März 2014 von seinem Posten entbunden. Im Februar 2015 übernahm er interimsweise das Traineramt vom TV Flein. Im September 2015 wurde er als Nachfolger des entlassenen Maik Handschke Trainer beim TV Großwallstadt. Im September 2017 wurde er vom TV Großwallstadt fristlos entlassen, wogegen er Klage eingereicht hatte. Die arbeitsgerichtliche Auseinandersetzung endete mit einem Vergleich beider Parteien. Ab Dezember 2017 trainierte Heiko Karrer den Würzburger Landesligisten TG Heidingsfeld, mit dem er in die Bayernliga aufstieg. Die Mannschaft wurde im Januar 2020 vom Spielbetrieb zurückgezogen, worauf Karrer einen ligaunabhängigen Vertrag zur Saison 2020/21 beim abstiegsbedrohten Drittligisten TV Kirchzell unterschrieb. Der Saisonabbruch und der ausgesetzte Abstieg durch die COVID-19-Pandemie bedeuteten für die Kirchzeller den Klassenerhalt in der 3. Liga. Im Dezember 2021 trennten sich Karrer und der TV Kirchzell.
Ab August 2022 trainierte Karrer den Bezirksoberligisten HSG Aschafftal, die unter seiner Leitung in die Oberliga aufstieg. Im Januar 2025 wechselte er zu den Wölfen Würzburg.
Heiko Karrers Vater ist der ehemalige Handballnationalspieler Josef Karrer.

## Erfolge
- 5. Platz bei der Handball-Weltmeisterschaft 1999
- 3. Platz bei der Handball-Europameisterschaft 1998